# Coke R. Stevenson
Coke Robert Stevenson (* 20. März 1888 im Mason County, Texas; † 28. Juni 1975 in San Angelo, Texas) war ein US-amerikanischer Politiker und von 1941 bis 1947 Gouverneur des Bundesstaates Texas.

## Frühe Jahre und politischer Aufstieg
Coke Stevenson besuchte die öffentlichen Schulen seiner Heimat und arbeitete danach im Frachtgeschäft seines Vaters mit. Abends studierte er Geschichte und das Haushaltswesen. Später wurde er Pförtner bei der Junction State Bank. In dieser Bank stieg er bald in die Haushaltsabteilung und zum Kassierer auf. In seiner Freizeit studierte er Jura und im Jahr 1913 wurde Stevenson als Rechtsanwalt zugelassen. Daraufhin verließ er die Bank und arbeitete als Jurist. Bald darauf gründete er mit der First National Bank of Junction seine eigene Bank, deren Präsident er wurde. Im Kimble County war Stevenson auch noch an zahlreichen anderen Unternehmungen beteiligt. In diesem County war er zwischen 1914 und 1918 auch Bezirksstaatsanwalt und von 1919 bis 1921 Bezirksrichter.
Stevenson wurde Mitglied der Demokratischen Partei. Von 1929 bis 1939 war er Abgeordneter im Repräsentantenhaus von Texas, wobei er zwischen 1933 und 1937 auch Speaker des Hauses war. Von 1939 bis 1941 fungierte er als Vizegouverneur seines Staates. Als Gouverneur W. Lee O’Daniel am 4. August von seinem Amt zurücktrat, um einen Sitz im Senat der Vereinigten Staaten zu übernehmen, musste Stevenson als dessen Vertreter die restliche Amtszeit beenden.

## Gouverneur von Texas
Nachdem er in den Jahren 1942 und 1944 jeweils in seinem Amt bestätigt wurde, konnte Stevenson zwischen dem 4. August 1941 und dem 21. Januar 1947 als Gouverneur regieren. Das war bis dahin die längste Amtszeit eines Gouverneurs von Texas. Seine Amtszeit war von den Ereignissen des Zweiten Weltkriegs überschattet, zu dem auch Texas seinen Beitrag leisten musste. Auch in diesem Staat wurden Lebensmittel und Treibstoffe rationiert. Die Produktion wurde auf den Rüstungsbedarf umgestellt und nach Kriegsende wieder auf den zivilen Bedarf zurückgefahren. Junge Männer wurden gemustert und den Streitkräften zugeführt. Nach dem Krieg mussten die heimkehrenden Soldaten wieder in die Gesellschaft eingegliedert werden. Auch die Invaliden und die Hinterbliebenen der Toten mussten versorgt werden. Neben diesen kriegsbedingten Ereignissen gelang dem Gouverneur ein Abbau der Staatsverschuldung und eine Förderung des Schulwesens. Auf diesem Sektor wurden die Lehrergehälter angehoben und die University of Texas erweitert. Auch der Straßenbau wurde trotz des Krieges vorangetrieben. Stevenson sah die Machterweiterung der Bundesregierung durch die New-Deal-Politik und später durch die Verteidigungspolitik eher skeptisch. Daher war er auch gegen einige Maßnahmen der Bundesregierung unter Präsident Franklin D. Roosevelt.

## Weiterer Lebenslauf
Nach dem Ende seiner Gouverneurszeit zog sich Stevenson zunächst auf seine Ranch in der Nähe von Junction zurück. Im Jahr 1948 bewarb er sich gegen Lyndon B. Johnson um einen Sitz im US-Senat. Diese Wahlen führten zum bis dahin knappsten Ergebnis in der Geschichte der Senatswahlen. Johnson siegte mit nur 87 Stimmen Vorsprung und schaffte damit eine Ausgangsbasis für seinen späteren Aufstieg in das Amt des Vizepräsidenten, aus dem er dann nach der Ermordung von John F. Kennedy im November 1963 zum US-Präsidenten empor stieg. Allerdings waren die Ergebnisse der Senatswahlen des Jahres 1948 umstritten. Stevenson focht die Wahl wegen angeblichen Wahlbetrugs an. In diesem Zusammenhang verschwanden Wahlurnen und andere Unterlagen. Schließlich wurde Johnson als Wahlsieger bestätigt. Für Stevenson und viele seiner Anhänger hatte diese Angelegenheit aber einen bitteren Nachgeschmack.
Danach zog er sich aus der Politik zurück. Coke Stevenson starb im Jahr 1975. Er war zweimal verheiratet und hatte aus jeder Ehe ein Kind. 